# Ga đại học Hansung
Ga Đại học Hansung (Samseongyo) (Tiếng Hàn: 한성대입구(삼선교)역, Hanja: 漢城大入口(三仙橋)驛) là ga tàu điện ngầm của Tàu điện ngầm vùng thủ đô Seoul tuyến 4 nằm trên Samseon-dong, Seongbuk-dong 1-ga và Dongsomun-dong 1-ga , Seongbuk-gu, Seoul, Hàn Quốc.

## Lịch sử
- 13 tháng 9 năm 1983: Tên ga được quyết định là Ga Samseongyo (三仙橋驛)
- 20 tháng 4 năm 1985: Việc kinh doanh bắt đầu với việc khai trương đoạn giữa Sanggye ~ Đại học Hansung trên Tàu điện ngầm Seoul tuyến 4.
- 18 tháng 10 năm 1985: Chuyển thành ga trung gian với việc mở rộng đoạn Đại học Hansung ~ Sadang.
- 24 tháng 10 năm 1985: Đổi thành Ga Đại học Hansung và tên ga cũ "Samseongyo" đổi thành tên ga phụ.

## Bố trí ga
| Đại học Nữ sinh Sungshin ↑ |
| S/B N/B \|                 |
| ↓ Hoehyeon                 |

| Hướng Bắc | ● Tuyến 4 | ← Hướng đi Gireum · Mia · Chang-dong · Nowon · Jinjeop            |
| Hướng Nam | ● Tuyến 4 | → Hướng đi Hyehwa · Dongdaemun · Myeong-dong · Geumjeong · Oido → |

## Xung quanh nhà ga
| Lối ra \| 나가는 곳 \| Exit \| 出口 | Lối ra \| 나가는 곳 \| Exit \| 出口 |
| ----------------------------------- | --- |
| 1                                   | Hướng về ngã tư Donam Dongsomun-dong 2·3-ga |
| 2                                   | Đại học Hansung Chợ Samseon Trường trung học cơ sở và trung học nữ sinh Hanseong |
| 3                                   | Đại học Hansung Trung tâm an ninh Samseon Trường tiểu học Samseon Trường trung học phổ thông Gyeongdong Văn phòng thuế Seongbuk Khu vực Anam                                                                            |
| 4                                   | Đại học Catholic Trường trung học cơ sở và trung học Dongseong |
| 5                                   | Hyehwamun Trung tâm cộng đồng Seongbuk-dong Trường trung học cơ sở và trung học phổ thông Kyungshin Trung tâm thông tin triển lãm Hanyangdoseong Hyehwa-dong Nhà sưu tầm nghệ thuật Seongbuk Trung tâm an ninh Seongbuk |
| 6                                   | Dongsomun-dong 5-ga Trung tâm văn hóa Seongbuk Trường Trung học Cơ sở và Trung học trực thuộc Đại học Hongik Trường trung học Marketing Donggu Trường trung học nữ sinh Donggu Trường tiểu học Donggu                   |
| 7                                   | Dongsomun-dong 6-ga Trường trung học cơ sở Samseon Bưu điện Dongsomun |